# 吳源 (嘉靖進士)
吳源（1493年—？），字宗乾，號龍江，浙江杭州府錢塘縣人，民籍，明朝政治人物，官至江西按察司副使。

## 生平
嘉靖七年（1528年）戊子科浙江鄉試第三十一名，嘉靖十七年（1538年）戊戌科會試第一百五十名，登進士第二甲第三名。授工部虞衡司主事，榷税荆州，陞屯田司員外郎。嘉靖二十三年（1544年）正月，陞廣西按察司僉事，調江西，遷福建布政司參議，官至江西副使，罷歸卒。

## 家族
曾祖吳士寧，贈通議大夫都察院右副都御史；祖父吳謙，曾任八品散官；父吳璿，曾任府同知進階朝列大夫。嫡母陳氏；生母林氏。永感下。